# .sn
.sn je internetová národní doména nejvyššího řádu pro Senegal. Vznikla v roce 1993. Registrace subdomén probíhá u národního poskytovatele NIC Senegal.
Tyto domény druhého řádu jsou určeny pro zakoupení třetích domén:
- art.sn
- com.sn
- edu.sn
- gouv.sn
- org.sn
- perso.sn
- univ.sn